# Cross Sound Cable
Le Cross Sound Cable est un câble sous-marin à haute tension en courant continu (HVDC) d'une longueur de 40 kilomètres, qui relie New Haven, au Connecticut, et Shoreham, sur Long Island, dans l'État de New York. Le Cross Sound Cable peut transmettre jusqu'à 330 mégawatts à une tension de ±150 kilovolt c.c. En plus de transmettre de l'électricité, le câble comporte également des fibres optiques pour les communications téléphoniques et le transfert de données.

## Construction
La construction du Cross Sound Cable avait pour objectif de renforcer l'approvisionnement électrique de Long Island, qui a connu une forte croissance de la demande à la fin des années 1990. Un premier tracé a été soumis aux autorités réglementaires de New York et du Connecticut à la fin 2000, mais il a été rejeté par une commission de la législature du Connecticut à la fin mars 2001, en raison des impacts appréhendés sur la pêche aux mollusques dans la région de New Haven. Le promoteur — TransÉnergie HQ, une filiale d'Hydro-Québec — soumet un nouveau tracé quelques mois plus tard et recueille l'appui des autorités du Connecticut et du U.S. Army Corps of Engineers.
La ligne a été construite au printemps de 2002 et relie le site de l'ancienne centrale nucléaire de Shoreham à New Haven. Le câble, qui utilise la technologie HVDC Light de l'équipementier ABB, a d'abord été posé sur le fond du détroit de Long Island, puis enfoui en utilisant un jet d'eau à haute pression pour creuser une tranchée directement sous la ligne à 1,80 mètre (6 pieds) de profondeur.

## Exploitation
Des préoccupations reliées à l'impact possible des câbles sous-marins sur le milieu aquatique ont retardé le début de l'exploitation commerciale de la ligne. Le procureur général du Connecticut, Richard Blumenthal, appuyé d'écologistes et d'associations de pêcheurs, ont refusé l'entrée en service de la ligne en 2002, arguant que le câble n'était pas enfoui à la profondeur requise par le permis et que la ligne aurait un impact négatif sur le prix de l'électricité au Connecticut. Son exploitation a été cependant été autorisée d'urgence par le secrétaire américain à l'Énergie, Spencer Abraham, à la demande du gouverneur George E. Pataki de New York lors de la panne de courant nord-américaine du 14 août 2003.
L'exploitation de la ligne électrique a été temporairement autorisée à compter de septembre 2003, puis interrompue à nouveau le 8 mai 2004, en raison d'une poursuite de l'État du Connecticut. Les deux états voisins se sont entendus quelques semaines plus tard afin de permettre la remise en service de la ligne sur une base permanente, le 25 juin 2004,. Depuis sa mise en route, le câble sert surtout à transmettre de l'électricité de la Nouvelle-Angleterre vers le réseau de l'État de New York.
Les promoteurs et premiers exploitants du projet, TransÉnergie HQ, une filiale d'Hydro-Québec International, et le distributeur d'électricité United Illuminating, ont vendu leurs participations dans l'entreprise à la société australienne Babcock & Brown pour la somme de 213 millions de dollars américains en février 2006.